# Branchiophryxus nyctiphanae
Branchiophryxus nyctiphanae är en kräftdjursart som beskrevs av Maurice Caullery 1897. Branchiophryxus nyctiphanae ingår i släktet Branchiophryxus och familjen Dajidae. Arten är reproducerande i Sverige. Inga underarter finns listade i Catalogue of Life.